# Яблунівський газопереробний завод
Яблунівський газопереробний завод — український газопереробний завод.
Яблунівський промисел на початку 2021 р. забезпечує добовий валовий видобуток 6,2 млн. куб. м газу.

## Історія
Будівництво заводу було розпочате в 1996 році. Завод введено в експлуатацію в 1999 році.